# Eva Gabor
Eva Gabor (Budapest, 11 febbraio 1919 – Los Angeles, 4 luglio 1995) è stata un'attrice e doppiatrice ungherese naturalizzata statunitense.
Eva Gabor era la minore delle tre sorelle Gabor e, tra le tre, era considerata la più brava come attrice. Di sé diceva infatti: "Sono stata la prima attrice in famiglia e sono ancora l'unica attrice della famiglia. Non dovrei dirlo, ma mi viene spontaneo!".
Delle due sorelle maggiori, in effetti Magda (1914-1997) lavorò solo sporadicamente come attrice (un solo film nella natia Ungheria nel 1937 e quattro apparizioni televisive tra il 1953 ed il 1991), mentre Zsa Zsa (1917-2016), pur essendo la più famosa delle Gabor, è considerata il prototipo della "celebrità" americana, un personaggio popolare più per la propria irrequieta vita privata che per la pur lunga carriera tra cinema e tv.

## Biografia
Figlia di Jansci Tilleman e Vilmos Gabor, i suoi genitori divorziarono nel 1939. Eva Gabor fu la prima della sua famiglia a emigrare negli Stati Uniti. Vi si trasferì, infatti, alla fine degli anni trenta col suo primo marito, il medico svedese Eric Drimmer, il quale sarebbe stato l'osteopata di Greta Garbo. Dopo il debutto nel cinema con un piccolo ruolo in Forced Landing (1941), un film della Paramount Pictures, interpretò pochi altri ruoli minori in film degli anni quaranta, iniziando a lavorare anche in televisione dal 1949.
Negli anni cinquanta, tuttavia, tornò spesso sul grande schermo con ruoli da caratterista in importanti produzioni, come il melodramma romantico L'ultima volta che vidi Parigi (1954) di Richard Brooks, le commedie Artisti e modelle (1955) di Frank Tashlin, L'impareggiabile Godfrey (1957) di Henry Koster, Gigi (1958) di Vincente Minnelli, Cominciò con un bacio (1959) di George Marshall. In quello stesso decennio lavorò anche in teatro: tra il 1950 e il 1951 portò in scena The Happy Hour, nel 1956 Little Glass Clock e nel 1958 Present Laughter.
Nel 1965 ottenne il ruolo di protagonista in una sit-com che sarebbe divenuta popolarissima, La fattoria dei giorni felici, con Eddie Albert. La serie, incentrata sulle tragicomiche disavventure di una coppia dell'alta società di Manhattan che decide di andare a vivere in campagna, proseguì con successo per sei anni, fino al 1971, e per un totale di 170 episodi. Nel 1990 sarebbe stato realizzato un film tv ispirato alla serie, Return To Green Acres, con protagonisti sempre la Gabor e Albert.
Dagli anni sessanta la diva si dedicò solo saltuariamente al cinema e intensificò le proprie apparizioni televisive, anche in telefilm con altre star protagoniste, come Dick Powell, Ann Sothern, Lucille Ball. Nel 1963 tornò a Broadway per la pièce teatrale Tovarich. Vi sarebbe tornata vent'anni dopo, nel 1983-1984, per You Can't Take It With You.
Eva Gabor prestò la propria voce in tre film della Disney: era, infatti, sua la voce di Duchessa nel celeberrimo cartone animato Gli Aristogatti (1970), sua la voce di Miss Bianca in Le avventure di Bianca e Bernie (1977) e Bianca e Bernie nella terra dei canguri (1990). La sua ultima apparizione sul piccolo schermo fu in un episodio del telefilm La legge di Burke, nel 1994.
Fu anche un'abile e facoltosa donna d'affari: fondò e diresse due aziende, una di parrucche ("The Eva Gabor Wigs") ed un'altra di cosmetici ("The Eva Gabor Look"). Amante di cani e gatti, amica di Audrey Hepburn, era considerata più affabile rispetto alle sue sorelle, ma al pari di loro ebbe un'intensa vita privata, con ben cinque matrimoni: l'osteopata Eric Drimmer (1939–1942); l'uomo d'affari Charles Isaac (1943–1949); il medico americano John Williams (1956–1957); lo sceneggiatore Richard Brown (1959-1972); Frank Gard Jameson (1973–1983). Da tutti i matrimoni, terminati con il divorzio, l'attrice non ebbe figli.
Eva diceva: "L'amore è un gioco a cui possono giocare due persone e vincere entrambe". Negli ultimi anni di vita, fino alla propria morte, l'attrice visse platonicamente con Merv Griffin, l'uomo che nel 1983 aveva ideato il famoso gioco televisivo La ruota della fortuna.
Eva Gabor morì a Los Angeles il 4 luglio 1995, all'età di 76 anni, in seguito ad un incidente occorsole durante una vacanza in Messico: aveva perso l'equilibrio ed era caduta nella sua vasca da bagno. Altre fonti parlarono di avvelenamento da cibo. Ricoverata, aveva accusato anche insufficienza respiratoria e polmonite. A sua madre, Jolie, che nel 1995 aveva ormai 98 anni, non fu mai comunicata la notizia della morte di Eva. L'anziana donna si spense due anni dopo, il 1º aprile 1997, ignara della scomparsa della figlia minore. Due mesi dopo la dipartita della madre centenaria, il 6 giugno 1997, morì anche Magda, a 83 anni, per insufficienza renale. Eva Gabor è sepolta nel Westwood Village Memorial Park Cemetery di Westwood, in California.

## Filmografia

### Attrice

#### Cinema
- Forced Landing, regia di Gordon Wiles (1941)
- New York Town, regia di Charles Vidor (1941) - non accreditata
- Pacific Blackout, regia di Ralph Murphy (1941)
- Signorine, non guardate i marinai (Star Spangled Rhythm), regia di George Marshall e A. Edward Sutherland (1942) - non accreditata
- Scandalo a corte (A Royal Scandal), regia di Otto Preminger (1945) - non accreditata
- La contessa di Montecristo (The Wife of Monte Cristo), regia di Edgar G. Ulmer (1946)
- La colpa della signora Hunt (Song of Surrender), regia di Mitchell Leisen (1949)
- Love Island, regia di Bud Pollard (1952)
- Paris Model, regia di Alfred E. Green (1953)
- Il mostro delle nebbie (The Mad Magician), regia di John Brahm (1954)
- Il tesoro di Capitan Kidd (Captain Kidd and the Slave Girl), regia di Lew Landers (1954)
- L'ultima volta che vidi Parigi (The Last Time I Saw Paris), regia di Richard Brooks (1954)
- Artisti e modelle (Artists and Models), regia di Frank Tashlin (1955)
- L'impareggiabile Godfrey (My Man Godfrey), regia di Henry Koster (1957)
- The Truth About Women, regia di Muriel Box (1957)
- Alla larga dal mare (Don't Go Near the Water), regia di Charles Walters (1957)
- Gigi, regia di Vincente Minnelli (1958)
- Cominciò con un bacio (It Started with a Kiss), regia di George Marshall (1959)
- Il mio amore con Samantha (A New Kind of Love), regia di Melville Shavelson (1963)
- Scandalo in società (Youngblood Hawke), regia di Delmer Daves (1964)

#### Televisione
- 77º Lancieri del Bengala (Tales of the 77th Bengal Lancers) – serie TV, episodio 1x04 (1956)
- Climax! – serie TV, episodi 3x02-4x01 (1956-1957)
- General Electric Theater – serie TV, episodi 5x22-6x30 (1957-1958)
- The Further Adventures of Ellery Queen – serie TV, episodio 1x09 (1958)
- Avventure in paradiso (Adventures in Paradise) – serie TV, episodio 1x09 (1959)
- I detectives (The Detectives) – serie TV, episodio 1x32 (1960)
- The Dick Powell Show – serie TV, episodio 1x13 (1961)
- La legge di Burke (Burke's Law) – serie TV, episodio 1x04 (1963)
- La fattoria dei giorni felici (Green Acres) – serie TV, 170 episodi (1965-1971)
- Ellery Queen – serie TV, episodio 1x11 (1975)
- Jack London (Jack London's Tales of the Klondike) – serie TV, 1 episodio (1981)

### Doppiatrice
- Gli Aristogatti (The Aristocats), regia di Wolfgang Reitherman (1970)
- Le avventure di Bianca e Bernie (The Rescuers), regia di Wolfgang Reitherman, John Lounsbery e Art Stevens (1977)
- Bianca e Bernie nella terra dei canguri (The Rescuers Down Under), regia di Hendel Butoy e Mike Gabriel (1990)

## Doppiatrici italiane
Nelle versioni in italiano dei suoi film, Eva Gabor è stata doppiata da:
- Ria Saba in L'ultima volta che vidi Parigi, Gigi, Cominciò con un bacio
- Rosetta Calavetta in Alla larga dal mare, Il mio amore con Samantha, Ellery Queen
- Lydia Simoneschi in Artisti e modelle, L'impareggiabile Godfrey
- Fiorella Betti ne Il tesoro di Capitan Kidd
- Dhia Cristiani in Scandalo in società
- Alina Moradei in Love Boat
- Anna Teresa Eugeni ne La fattoria dei giorni felici

Da doppiatrice è sostituita da:
- Melina Martello ne Gli Aristogatti, Le avventure di Bianca e Bernie
- Anita Bartolucci in Bianca e Bernie nella terra dei canguri